# 데이비드 에번스 (1968년)
데이비드 에번스(David Evans, 1968년 1월 1일 ~ )는 전 KBO 리그 한화 이글스의 선수이다.